# Tufão Haitang (2005)
O tufão Haitang, conhecido nas Filipinas como tufão Feria, foi o primeiro super tufão da temporada de 2005 no noroeste do Pacífico. Teve ventos de até 260 kph no pico de intensidade e causou mais de 18 feridos graves e 13 mortes confirmadas em Taiwan e na República Popular da China. Os danos totalizaram cerca de $ 1,17 bilhões (2005 USD), a maioria dos quais ocorreu na China continental.

## História meteorológica
O sistema formou-se na noite de 11 de julho como uma depressão mal organizada a cerca de 280 km a oeste da Ilha de Marcus, Japão, a 1200 UTC (2100 JST). Em 1800 UTC (0300 JST 13 de julho), tinha atingido uma força de tempestade tropical elevada e destrutiva e chamava-se Haitang, um nome chinês para o caranguejo florido. Cresceu até à força do tufão às 1800 UTC (0300 JST 14 de julho), no dia seguinte. Ao deslocar-se para oeste, continuou a ganhar força, atingindo o estatuto de categoria três ao entrar na área de responsabilidade das Filipinas. A Administração de Serviços Atmosféricos, Geofísicos e Astronómicos das Filipinas (PAGASA) nomeou a tempestade Feria para avisos filipinos a 15 de julho. A 16 de julho, a tempestade continuou a seguir para oeste e tornou-se uma ameaça para Taiwan e para as ilhas Sakishima do Japão. Haitang fortaleceu-se num super tufão de categoria 5. Sem relação com Haitang, o furacão Emily intensificou-se num furacão de categoria 5 na mesma altura em que Haitang se encontrava na categoria 5 de super tufão, marcando a primeira vez desde 1997, quando dois ciclones tropicais de força de categoria 5 existiram simultaneamente no Hemisfério Norte. A 17 de Julho enfraqueceu para a categoria 3, continuando para oeste, poupando a Sakishima um golpe directo, mas visando directamente Taiwan. Haitang fez um desembarque perto de Hualpén, Taiwan, às 0000 UTC (0800 NST) na manhã de 18 de julho. Levou um dia inteiro a atravessar a ilha e provocou inundações e deslizamentos de terra ao passar sobre as montanhas interiores. Enfraquecendo para uma tempestade tropical ao entrar no Mar do Sul da China, reorganizou-se num tufão mínimo à medida que se aproximava da costa sudeste da China. Haitang fez o aterro sanitário pela segunda vez perto de Wenzhou China a 19 de julho às 1200 UTC (2000 CST). Movendo-se para o interior, perdeu rapidamente a sua força e dissipou-se. A PAGASA deixou de emitir boletins para a tempestade perto de Jiangxi a 20 de julho.

## Impacto

### Taiwan
Em Taiwan, 2 mulheres foram encontradas mortas a leste de Taipé, um homem foi morto pela queda de pedras, e uma quarta vítima foi varrida pela água enquanto pescava. As empresas e escolas de Taiwan foram encerradas a 18 de julho devido ao tufão. Mais de 1.500 pessoas tinham sido evacuadas, na sua maioria do norte de Taiwan, e sinais de devastação podiam ser vistos como árvores arrancadas, ondas altas e perda de energia elétrica.

### China continental
Estima-se que 15 milhões de pessoas foram afetadas pelo tufão. Um total de 2.151 casas foram destruídas, 262,9 km de estradas foram destruídas e vários milhares de linhas de energia foram derrubadas pela tempestade Danos à infraestrutura totalizaram ¥ 8 bilhão (US$ 1,17 bilhões).